# Vallülasee
Der Vallülasee liegt sehr abgelegen in unwegsamen Gelände nordöstlich des Berges Vallüla (2813 m ü. A.) in der Silvretta, im südlichen Montafon (Vorarlberg/Österreich), im Gemeindegebiet von Gaschurn.
Der See befindet sich an der Nordflanke der Vallüla auf der Paßlandschaft Of da Budina, die nach Tirol auf den Sonnenberg des Kleinvermunt führt, auf etwa 2150 m, und kann nur zu Fuß erreicht werden. Im Norden und Nordosten wird er vom Saggrat überragt.
Der Bergsee wird vom Oberen Vallülabach kurz nach dessen Quellflur gespeist und entwässert. Der Obere Vallülabach wiederum mündet über den Vallülabach (vereinigt mit der von der Bielerspitze kommenden Unteren Vallülabach) und den Verbellabach und dann in die Ill.
Der See befindet sich im Großraumbiotop Vallülatäler (Nr. 11020) des Biotopinventar Vorarlberg.